# Dumbo (film din 1941)
Dumbo este un film de animație lansat pe 23 octombrie 1941 în Statele Unite, produs de Walt Disney, și regizat de Ben Sharpsteen. Este bazat pe povestirea omonimă a Helen Aberson și Harold Pearl. Este al 4-lea film din seria de filme animate Disney, serie care a început în 1937 o dată cu Albă ca Zăpada și cei șapte pitici, și filmul de animație clasică cu cele mai importante încasări din toate timpurile.
Personaje principal este Jumbo Jr., un semi-antropomorfe elefant, care este cu cruzime poreclit Dumbo. De-a lungul cea mai mare parte a filmului, prietenul său adevărat numai, în afară de mama sa, este șoricelul, Timotei - o relație de parodierea stereotipă animozitate între șoareci și elefanți.
Dumbo a fost făcută pentru a recupera pierderile financiare ale Fantasia. Filmul a fost criticat ca fiind rasista (liderul cioara din film este numit "Jim Crow"), dar este de asemenea considerat a fi una dintre cele mai frumoase filme Disney. A fost o urmărirea deliberată de simplitate și economiei pentru studioul Disney, iar acum este în general considerată ca fiind un clasic de animatie. Puțin 64 minute, acesta este unul dintre cel mai scurt Disney caracteristici animate.

Afișul în limba engleză al filmului

Disney a planuit lansarea filmului Dumbo II in 2002, insa productia a fost inchisa la inceputul lui 2001. Povestea principal are de a face cu Dumbo și prietenii săi noi obtinerea separate de restul de circ, ca ei umbla în oraș mare. Prietenii lui Dumbo noi sunt Claude și Lolly Twin urșii care părăsesc haos oriunde se duc, Dot zebră curios, Godfrey hipopotamul, care este mai în vârstă și vrea să facă lucruri pentru el însuși, și Penny struț aventuros. Timotei se întoarce, de asemenea. Povestea a fost trebuia să fie ca în cazul în care Dumbo prima sa încheiat și acest lucru un început în ziua următoare. Cu toate acestea, nu anunțuri în continuare au fost făcute de atunci. Proiectul pare să fi fost anulat, astfel cum a The Little Mermaid: Ariel's Beginning, Tinker Bell, și sechele ale sale au fost proiectele de ultimul pentru DisneyToon Studios. Cu toate acestea, unele dintre fundalurile pentru continuarea anulat au fost reciclate pentru Vulpea și câinele 2.
Varianta autohtonă în limba română este asigurată de: Olga Tudorache (femelă elefant), Vasile Muraru (Dl. Barză) și Daniel Iordăchioaie (Cioara Jim- cântece). 

## Sinopsis
Doamna Jumbo, unul dintre elefanți, își primește copilul de la o barză. Puiul de elefant este rapid tachinat de ceilalți din cauza urechilor mari. Este poreclit Dumbo. După nu mult timp, doamna Jumbo își pierde calmul din cauza unui grup de băieți ce se distrau pe seama fiul ei, iar ea este închisă și considerată nebună. Dumbo este tachinat de ceilalți elefanți , el fiind acum singur; un șoricel - Timotei.  - simte simpatie pentru Dumbo și se hotărăște să-l facă fericit din nou. Directorul de circ îl face pe Dumbo elefantul din vârful piramidei, dar Dumbo distruge cascadoria creând un dezastru total, rănind alți elefanți . Ca urmare, Dumbo este făcut un clovn și în ciuda popularității sale și a faimei dobândite, Dumbo nu este deloc fericit. Pentru a-i ridica moralul, Timotei îl ia pentru o vizită la mama să. Pe drumul de întoarcere, Dumbo plânge - fapt care îi provoca sughițuri, astfel că Timotei decide să- i dea un pahar de apă dintr-o găleată, neștiind că acolo căzuse din greșeală o sticlă de șampanie deschisă. Ca rezultat, Dumbo și Timotei se amețesc și văd halucinații cu elefanți roz.
În dimineață următoare, Dumbo și Timotei se trezesc într-un copac. Timotei se întreabă cum au ajuns în copac, și astfel descoperă că Dumbo a zburat până acolo cu ajutorul urechilor sale. Cu ajutorul unui grup de ciori, Timotei este în stare să îl facă pe Dumbo să zboare din nou folosind un truc psihologic cu o până "magică" pentru a-i stimula încrederea lui Dumbo și pentru a-l face să creadă că poate zbura.
La circ Dumbo trebuie să efectueze un salt de pe o clădire înaltă, de dată aceasta de la o platformă mult mai mare. Pe drum în jos Dumbo pierde pană “magică” și Timotei îi spune că nu a fost niciodată pană magică cea care l-a făcut să zboare, și că el este capabil să zboare. Dumbo reușește să învingă frica și zboară în jurul circului. După această performanță, Dumbo devine o senzație a circului - despre care se scrie în toată lumea, Timotei devinind prietenul și managerul managerul său.

## Cântece din film
- Casey Junior (The Sportsmen)
- Look Out for Mr. Stork (Ferește-te pentru dl Stork) (The Sportsmen)
- Song of the Roustabouts (The King's Men)
- Baby Mine (Copilaș meu) (Betty Noyes)
- The Clown Song (A.K.A."We're gonna hit the big boss for a rise") (romana: "Noi suntem o sa lovit The Big Boss pentru o creștere") (Billy Bletcher, Eddie Holden, și Billy Sheets)
- Pink Elephants on Parade (The Sportsmen)
- When I See an Elephant Fly (Atunci când am văzut un elefant zbura) Cliff Edwards și the Hall Johnson Choir)
- When I See an Elephant Fly (Reprise)

La Clasic Disney: 60 Years of Musical Magic, Pink Elephants on Parade este inclus pe disc verde, Baby Mine este pe disc violet, și When I See an Elephant Fly este inclus pe disc portocaliu. La Greatest Hits Disney, Pink Elephants on Parade este inclus pe disc roșie.